# Општина Гањаса (Илфов)
Гањаса (рум. Găneasa) општина је у Румунији у округу Илфов.
Oпштина се налази на надморској висини од 78 m.